# Hockey op de Olympische Zomerspelen 1996
Hockey is een van de sporten die beoefend werden tijdens de Olympische Zomerspelen 1996 in Atlanta.
Nadat de vrouwenploeg in Los Angeles goud had veroverd, was het nu de beurt aan de Nederlandse mannenploeg.

## Heren
De 12 deelnemende teams werden over twee groepen verdeeld, die een halve competitie speelden, de groepwinnaars en de nummers 2 plaatsten zich voor de halve finales, nummers 3 en 4 voor de strijd om de 5de plaats.

### Voorronde

#### Groep A
| datum   | tijd  | land             | uitslag | land             |
| ------- | ----- | ---------------- | ------- | ---------------- |
| 20 juli | 9:00  | Spanje           | 1 – 0   | Duitsland        |
| 20 juli | 17:30 | Pakistan         | 4 – 0   | Verenigde Staten |
| 20 juli | 20:00 | India            | 0 – 1   | Argentinië       |
| 22 juli | 9:00  | Pakistan         | 0 – 3   | Spanje           |
| 22 juli | 17:30 | Duitsland        | 1 – 1   | India            |
| 22 juli | 20:00 | Verenigde Staten | 2 – 5   | Argentinië       |
| 24 juli | 9:00  | Verenigde Staten | 0 – 4   | India            |
| 24 juli | 17:30 | Spanje           | 2 – 1   | Argentinië       |
| 24 juli | 20:00 | Duitsland        | 3 – 1   | Pakistan         |
| 26 juli | 9:00  | Duitsland        | 3 – 0   | Argentinië       |
| 26 juli | 17:30 | Pakistan         | 0 – 0   | India            |
| 26 juli | 20:00 | Spanje           | 7 – 1   | Verenigde Staten |
| 28 juli | 9:00  | Pakistan         | 6 – 2   | Argentinië       |
| 28 juli | 17:30 | Duitsland        | 3 – 0   | Verenigde Staten |
| 28 juli | 20:00 | Spanje           | 1 – 3   | India            |

| Rang | Land             | Wed | W | G | V | DV | DT |     | Ptn |
| ---- | ---------------- | --- | - | - | - | -- | -- | --- | --- |
| 1    | Spanje           | 5   | 4 | 0 | 1 | 14 | 5  | 9   | 8   |
| 2    | Duitsland        | 5   | 3 | 1 | 1 | 10 | 3  | 7   | 7   |
| 3    | India            | 5   | 2 | 2 | 1 | 8  | 3  | 5   | 6   |
| 4    | Pakistan         | 5   | 2 | 1 | 2 | 11 | 8  | 3   | 5   |
| 5    | Argentinië       | 5   | 2 | 0 | 3 | 9  | 13 | -4  | 4   |
| 6    | Verenigde Staten | 5   | 0 | 0 | 5 | 3  | 23 | -20 | 0   |

#### Groep B
| datum   | tijd  | land             | uitslag | land             |
| ------- | ----- | ---------------- | ------- | ---------------- |
| 21 juli | 9:00  | Nederland        | 2 – 0   | Maleisië         |
| 21 juli | 17:30 | Groot-Brittannië | 2 – 2   | Zuid-Korea       |
| 21 juli | 20:00 | Zuid-Afrika      | 1 – 1   | Australië        |
| 23 juli | 9:00  | Nederland        | 2 – 2   | Groot-Brittannië |
| 23 juli | 17:30 | Maleisië         | 2 – 2   | Zuid-Afrika      |
| 23 juli | 20:00 | Australië        | 3 – 2   | Zuid-Korea       |
| 25 juli | 9:00  | Zuid-Korea       | 3 – 3   | Zuid-Afrika      |
| 25 juli | 17:30 | Maleisië         | 2 – 2   | Groot-Brittannië |
| 25 juli | 20:00 | Nederland        | 3 – 2   | Australië        |
| 27 juli | 9:00  | Maleisië         | 1 – 5   | Australië        |
| 27 juli | 17:30 | Zuid-Afrika      | 0 – 2   | Groot-Brittannië |
| 27 juli | 20:00 | Nederland        | 3 – 1   | Zuid-Korea       |
| 29 juli | 9:00  | Groot-Brittannië | 0 – 2   | Australië        |
| 29 juli | 17:30 | Maleisië         | 2 – 4   | Zuid-Korea       |
| 29 juli | 20:00 | Nederland        | 4 – 1   | Zuid-Afrika      |

| Rang | Land             | Wed | W | G | V | DV | DT |    | Ptn |
| ---- | ---------------- | --- | - | - | - | -- | -- | -- | --- |
| 1    | Nederland        | 5   | 4 | 1 | 0 | 14 | 6  | 8  | 9   |
| 2    | Australië        | 5   | 3 | 1 | 1 | 13 | 7  | 6  | 7   |
| 3    | Groot-Brittannië | 5   | 1 | 3 | 1 | 8  | 8  | 0  | 5   |
| 4    | Zuid-Korea       | 5   | 1 | 2 | 2 | 12 | 13 | -1 | 4   |
| 5    | Zuid-Afrika      | 5   | 0 | 3 | 2 | 7  | 12 | -5 | 3   |
| 6    | Maleisië         | 5   | 0 | 2 | 3 | 7  | 15 | -8 | 2   |

### Plaatsingswedstrijden

#### 9de t/m 12de plaats
| datum   | tijd | land        | uitslag | land             |
| ------- | ---- | ----------- | ------- | ---------------- |
| 31 juli | 8:30 | Argentinië  | 4 – 4   | Maleisië         |
| 31 juli | 8:30 | Zuid-Afrika | 3 – 0   | Verenigde Staten |

Argentinië wint na verlengingen de strafballenserie met 3-0.

#### 11de-12de plaats
| datum      | tijd | land     | uitslag | land             |
| ---------- | ---- | -------- | ------- | ---------------- |
| 1 augustus | 8:30 | Maleisië | 4 – 1   | Verenigde Staten |

#### 9de-10de plaats
| datum      | tijd | land       | uitslag | land        |
| ---------- | ---- | ---------- | ------- | ----------- |
| 1 augustus | 8:30 | Argentinië | 3 – 2   | Zuid-Afrika |

#### 5de t/m 8ste plaats
| datum   | tijd  | land             | uitslag | land       |
| ------- | ----- | ---------------- | ------- | ---------- |
| 31 juli | 11:00 | India            | 3 – 3   | Zuid-Korea |
| 31 juli | 11:00 | Groot-Brittannië | 1 – 2   | Pakistan   |

Zuid-Korea wint na verlengingen de strafballenserie met 5-3.

#### 7de-8ste plaats
| datum      | tijd  | land  | uitslag | land             |
| ---------- | ----- | ----- | ------- | ---------------- |
| 1 augustus | 11:00 | India | 3 – 4   | Groot-Brittannië |

#### 5de-6de plaats
| datum      | tijd | land       | uitslag | land     |
| ---------- | ---- | ---------- | ------- | -------- |
| 2 augustus | 8:30 | Zuid-Korea | 3 – 1   | Pakistan |

### Halve Finales
| datum   | tijd  | land      | uitslag | land      |
| ------- | ----- | --------- | ------- | --------- |
| 31 juli | 17:30 | Spanje    | 2 – 1   | Australië |
| 31 juli | 20:00 | Duitsland | 1 – 3   | Nederland |

### Bronzen Finale
| datum      | tijd  | land      | uitslag | land      |
| ---------- | ----- | --------- | ------- | --------- |
| 2 augustus | 17:00 | Australië | 3 – 2   | Duitsland |

### Finale
| datum      | tijd  | land   | uitslag | land      |
| ---------- | ----- | ------ | ------- | --------- |
| 2 augustus | 19:30 | Spanje | 1 – 3   | Nederland |

### Eindrangschikking
| rang   | land | sporter(s) |
| ------ | ---- | --- |
| Goud   | NED  | Ronald Jansen, Bram Lomans, Leo Klein Gebbink, Erik Jazet, Tycho van Meer, Wouter van Pelt, Marc Delissen, Jacques Brinkman, Maurits Crucq, Stephan Veen, Floris Jan Bovelander, Jeroen Delmee, Guus Vogels, Teun de Nooijer, Remco van Wijk, Taco van den Honert                                            |
| Zilver | ESP  | Ramón Jufresa, Oscar Barrena, Joaquín Malgosa, Jordi Arnau, Juantxo García-Mauriño, Jaime Amat, Juan Escarré, Victor Pujol, Ignacio Cobos, Xavier Escudé, Javier Arnau, Ramón Sala, Juan Dinares, Pablo Amat, Pablo Usoz, Antonio González                                                                   |
| Brons  | AUS  | Mark Hager, Stephen Davies, Baeden Choppy, Lachlan Elmer, Stuart Carruthers, Grant Smith, Damon Diletti, Lachlan Dreher, Brendan Garard, Paul Gaudoin, Paul Lewis, Matthew Smith, Jay Stacy, Daniel Sproule, Ken Wark, Michael York                                                                          |
| 4      | GER  | Christopher Reitz, Michael Knauth, Jan-Peter Tewes, Carsten Fischer, Christian Blunck, Stefan Saliger, Björn Emmerling, Patrick Bellenbaum, Sven Meinhardt, Christoph Bechmann, Oliver Domke, Andreas Becker, Michael Green, Klaus Michler, Volker Fried, Christian Mayerhöfer                               |
| 5      | KOR  | Koo Jin-soo, Shin Seok-kyo, Han Beung-kook, You Myung-keun, Cho Myung-jun, Jeon Jong-ha, You Seung-jin, Park Shin-heum, Kang Keon-wook, Kim Jong-yi, Jeong Yong-kyun, Song Seung-tae, Kim Yong-bae, Hong Kyung-Suep, Kim Young-kyu, Kim Yoon                                                                 |
| 6      | PAK  | Mansoor Ahmed, Mohammad Kaleem, Naveed Alam, Muhammad Usman, Muhammad Khalid, Mohammad Shafqat, Mohammad Sarwar, Zaman Tahir, Kamran Ashraf, Muhammad Shahbaz, Ahmed Shahbaz, Khalid Mehmood, Rana Mujahid Ali, Irfan Mahmood, Aleem Raza, Rahim Kahn                                                        |
| 7      | GBR  | Simon Mason, David Luckes, Jon Wyatt, Julian Halls, Soma Singh, Simon Hazlitt, Jason Laslett, Kalbir Takher, Jason Lee, Nicky Thompson, Chris Mayer, Philip McGuire, Russell Garcia, John Shaw, Calum Giles, Daniel Hall                                                                                     |
| 8      | IND  | Subbaiah Anjaparavanda, Harpreet Singh, Mohammed Riaz, Sanjeev Kumar, Baljeet Singh, Sabu Varkey, Mukesh Kumar Nandanoori, Rahul Singh, Dhanraj Pillay, Pargat Singh, Baljit Singh Dhillon, Alloysuis Edwards, Anil Alexander, Gavin Ferreira, Ramandeep Singh, Dilip Tirkey                                 |
| 9      | ARG  | Pablo Moreira, Jorge Querejeta, Edgardo Pailos, Diego Chiodo, Alejandro Doherty, Fernando Moresi, Rodolfo Perez, Carlos Retegui, Jorge Lombi, Gabriel Minadeo, Fernando Ferrara, Leandro Baccaro, Rodolfo Schmitt, Santiago Capurro, Maximiliano Caldas, Pablo Lombi                                         |
| 10     | RSA  | Brian Myburgh, Brad Milne, Shaun Cooke, Craig Jackson, Craig Fulton, Bradley Michalaro, Gregg Clark, Gary Boddington, Allistar Fredericks, Wayne Graham, Kevin Chree, Charles Teversham, Gregory Nicol, Matthew Hallowes, William Fulton, Murray Anderson                                                    |
| 11     | MAS  | Mohd Nasihin Ibrahim, Maninderjit Magmar Singh, Lailin Abu Hassan, Brian Siva, Lim Chiow Chuan, Charles David, Chairil Anwar Abdul Aziz, Lam Mun Fatt, Shankar Ramu, Nor Saiful Zaini Nasiruddin, Kaliswaran Muniandy, Aphthar Singh, Mirnawan Nawawi, Calvin Fernandez, Kuhan Shanmuganathan, Hamdan Hamzah |
| 12     | USA  | Tom Vano, Steve Danielson, Larry Amar, Marq Mellor, Scott Williams, Steve Jennings, Steven van Randwijck, Mark Wentges, John O'Neill, Eelco Wassenaar, Nick Butcher, Ahmed Elmaghraby, Phil Sykes, Otto Steffers, Ben Maruquin, Steve Wagner                                                                 |

## Dames
De 8 deelnemende teams speelden een halve competitie, de nummers 1 en 2 plaatsten zich voor de finale, de nummers 3 en 4 voor de strijd om de bronzen medaille.

### Voorronde
| datum   | tijd  | land             | uitslag | land             |
| ------- | ----- | ---------------- | ------- | ---------------- |
| 20 juli | 9:00  | Verenigde Staten | 1 – 1   | Nederland        |
| 20 juli | 11:00 | Australië        | 4 – 0   | Spanje           |
| 20 juli | 17:30 | Argentinië       | 0 – 2   | Duitsland        |
| 20 juli | 20:00 | Zuid-Korea       | 5 – 0   | Groot-Brittannië |
| 21 juli | 17:30 | Spanje           | 1 – 2   | Duitsland        |
| 21 juli | 20:00 | Nederland        | 1 – 1   | Groot-Brittannië |
| 22 juli | 9:00  | Australië        | 7 – 1   | Argentinië       |
| 22 juli | 11:00 | Verenigde Staten | 3 – 2   | Zuid-Korea       |
| 23 juli | 9:00  | Australië        | 1 – 0   | Duitsland        |
| 23 juli | 11:00 | Spanje           | 0 – 1   | Argentinië       |
| 23 juli | 17:30 | Nederland        | 1 – 3   | Zuid-Korea       |
| 23 juli | 20:00 | Verenigde Staten | 0 – 1   | Groot-Brittannië |
| 25 juli | 9:00  | Spanje           | 2 – 2   | Groot-Brittannië |
| 25 juli | 11:00 | Nederland        | 4 – 3   | Duitsland        |
| 25 juli | 17:30 | Australië        | 3 – 3   | Zuid-Korea       |
| 25 juli | 20:00 | Verenigde Staten | 1 – 2   | Argentinië       |
| 26 juli | 17:30 | Verenigde Staten | 1 – 1   | Duitsland        |
| 26 juli | 20:00 | Australië        | 1 – 0   | Groot-Brittannië |
| 27 juli | 9:00  | Spanje           | 0 – 2   | Zuid-Korea       |
| 27 juli | 11:00 | Nederland        | 4 – 1   | Argentinië       |
| 28 juli | 9:00  | Duitsland        | 2 – 3   | Groot-Brittannië |
| 28 juli | 11:00 | Australië        | 4 – 0   | Verenigde Staten |
| 28 juli | 17:30 | Spanje           | 2 – 4   | Nederland        |
| 28 juli | 20:00 | Argentinië       | 2 – 2   | Zuid-Korea       |
| 30 juli | 9:00  | Argentinië       | 0 – 5   | Groot-Brittannië |
| 30 juli | 11:00 | Duitsland        | 0 – 1   | Zuid-Korea       |
| 30 juli | 17:30 | Spanje           | 0 – 2   | Verenigde Staten |
| 30 juli | 20:00 | Australië        | 4 – 0   | Nederland        |

| Rang | Land             | Wed | W | G | V | DV | DT |     | Ptn |
| ---- | ---------------- | --- | - | - | - | -- | -- | --- | --- |
| 1    | Australië        | 7   | 6 | 1 | 0 | 24 | 4  | 20  | 13  |
| 2    | Zuid-Korea       | 7   | 4 | 2 | 1 | 18 | 9  | 9   | 10  |
| 3    | Groot-Brittannië | 7   | 3 | 2 | 2 | 12 | 11 | 1   | 8   |
| 4    | Nederland        | 7   | 3 | 2 | 2 | 15 | 15 | 0   | 8   |
| 5    | Verenigde Staten | 7   | 2 | 2 | 3 | 8  | 11 | -3  | 6   |
| 6    | Duitsland        | 7   | 2 | 1 | 4 | 10 | 11 | -1  | 5   |
| 7    | Argentinië       | 7   | 2 | 1 | 4 | 7  | 21 | -14 | 5   |
| 8    | Spanje           | 7   | 0 | 1 | 6 | 5  | 17 | -12 | 1   |

### Bronzen Finale
| datum      | tijd  | land             | uitslag | land      |
| ---------- | ----- | ---------------- | ------- | --------- |
| 1 augustus | 17:00 | Groot-Brittannië | 0 – 0   | Nederland |

Nederland wint na verlengingen de strafballenserie met 4-3.

### Finale
| datum      | tijd  | land      | uitslag | land       |
| ---------- | ----- | --------- | ------- | ---------- |
| 1 augustus | 19:30 | Australië | 3 – 1   | Zuid-Korea |

### Eindrangschikking
| rang   | land | sporter(s) |
| ------ | ---- | --- |
| Goud   | AUS  | Clover Maitland, Danni Roche, Liane Tooth, Alyson Annan, Juliet Haslam, Jenny Morris, Louise Dobson, Lisa Powell, Karen Marsden, Kate Starre, Renita Farrell, Jackie Pereira, Nova Peris-Kneebone, Rechelle Hawkes, Katrina Powell, Michelle Andrews                                                        |
| Zilver | KOR  | You Jae-sook, Choi Eun-kyung, Cho Eun-jung, Oh Seung-shin, Lim Jeong-sook, Kim Myung-ok, Chang Eun-jung, Lee Ji-young, Lee Eun-kyung, Kwon Soo-hyun, Woo Hyun-jung, Choi Mi-soon, Lee Eun-young, Jeon Young-sun, Kwon Chang-sook, Jin Deok-san                                                              |
| Brons  | NED  | Jacqueline Toxopeus, Stella de Heij, Fleur van de Kieft, Carole Thate, Ellen Kuipers, Jeannette Lewin, Nicky Koolen, Dillianne van den Boogaard, Margje Teeuwen, Mijntje Donners, Willemijn Duyster, Suzanne Plesman, Noor Holsboer, Florentine Steenberghe, Wietske de Ruiter, Suzan van der Wielen        |
| 4      | GBR  | Joanne Thompson, Hilary Rose, Christine Cook, Tina Cullen, Karen Brown, Jill Atkins, Sue Fraser, Rhona Simpson, Mandy Nicholls, Jane Sixsmith, Pauline Robertson, Jo Mould, Tammy Miller, Anna Bennett, Mandy Davies, Kathryn Johnson                                                                       |
| 5      | USA  | Patty Shea, Laurel Martin, Liz Tchou, Marcia Pankratz, Cindy Werley, Diane Madl, Kris Fillat, Kelli James, Tracey Fuchs, Antoinette Lucas, Katie Kauffman, Andrea Wieland, Leslie Lyness, Barbara Marois, Jill Reeve, Pamela Bustin                                                                         |
| 6      | GER  | Susie Wollschläger, Birgit Beyer, Vanessa Schmoranzer van Kooperen, Tanja Dickenscheid, Nadine Ernsting-Krienke, Simone Thomaschinski, Irina Kuhnt, Melanie Cremer, Franziska Hentschel, Kristina Peters, Eva Hagenbäumer, Britta Becker, Natascha Keller, Philippa Suxdorf, Heike Lätzsch, Katrin Kauschke |
| 7      | ARG  | Mariana Arnal, Sofia MacKenzie, Magdalena Aicega, Silvina Corvalan, Anabel Gambero, Julieta Castellan, Danelotti Pando, Gabriela Sánchez, Vanina Oñeto, Jorgelina Rimoldi Puig, Karina Masotta, Maria Paula Castelli, Veronica Artica, Cecilia Rognoni, Ayelén Stepnik, Mariana González                    |
| 8      | ESP  | Elena Carrión, Natalia Dorado, María Cruz González, Carmen Barea, Silvia Manrique, Nagore Gabellanes, Teresa Motos, Sonia Barrio, Monica Rueda, Luci Lopez, Mar Feito, Maider Tellería, Elena Urquizu, Bego Larzabal, Sonia de Ignacio, María Victoria González                                             |

## Medaillespiegel
| Plaats | Land       | NOC    | Goud | Zilver | Brons | Totaal |
| ------ | ---------- | ------ | ---- | ------ | ----- | ------ |
| 1      | Australië  | AUS    | 1    | 0      | 1     | 2      |
| 1      | Nederland  | NED    | 1    | 0      | 1     | 2      |
| 3      | Spanje     | ESP    | 0    | 1      | 0     | 1      |
| 3      | Zuid-Korea | KOR    | 0    | 1      | 0     | 1      |
| Totaal | Totaal     | Totaal | 2    | 2      | 2     | 6      |

Londen 1908 · 
Antwerpen 1920 · 
Amsterdam 1928 · 
Los Angeles 1932 · 
Berlijn 1936 · 
Londen 1948 · 
Helsinki 1952 · 
Melbourne 1956 · 
Rome 1960 · 
Tokio 1964 · 
Mexico-stad 1968 · 
München 1972 · 
Montréal 1976 · 
Moskou 1980 · 
Los Angeles 1984 · 
Seoel 1988 · 
Barcelona 1992 · 
Atlanta 1996 · 
Sydney 2000 · 
Athene 2004 · 
Peking 2008 · 
Londen 2012 · 
Rio de Janeiro 2016 · 
Tokio 2020 · 
Parijs 2024 · 
Los Angeles 2028 
Medaillewinnaars
Atletiek · Badminton · Basketbal · Boksen · Boogschieten · Gewichtheffen · Gymnastiek · Handbal · Hockey · Honkbal · Judo · Kanovaren · Moderne vijfkamp · Paardensport · Roeien · Schermen · Schietsport · Schoonspringen · Softbal · Synchroonzwemmen · Tafeltennis · Tennis · Voetbal · Volleybal · Waterpolo · Wielersport · Worstelen · Zeilen · Zwemmen